# DMK Deutsches Milchkontor

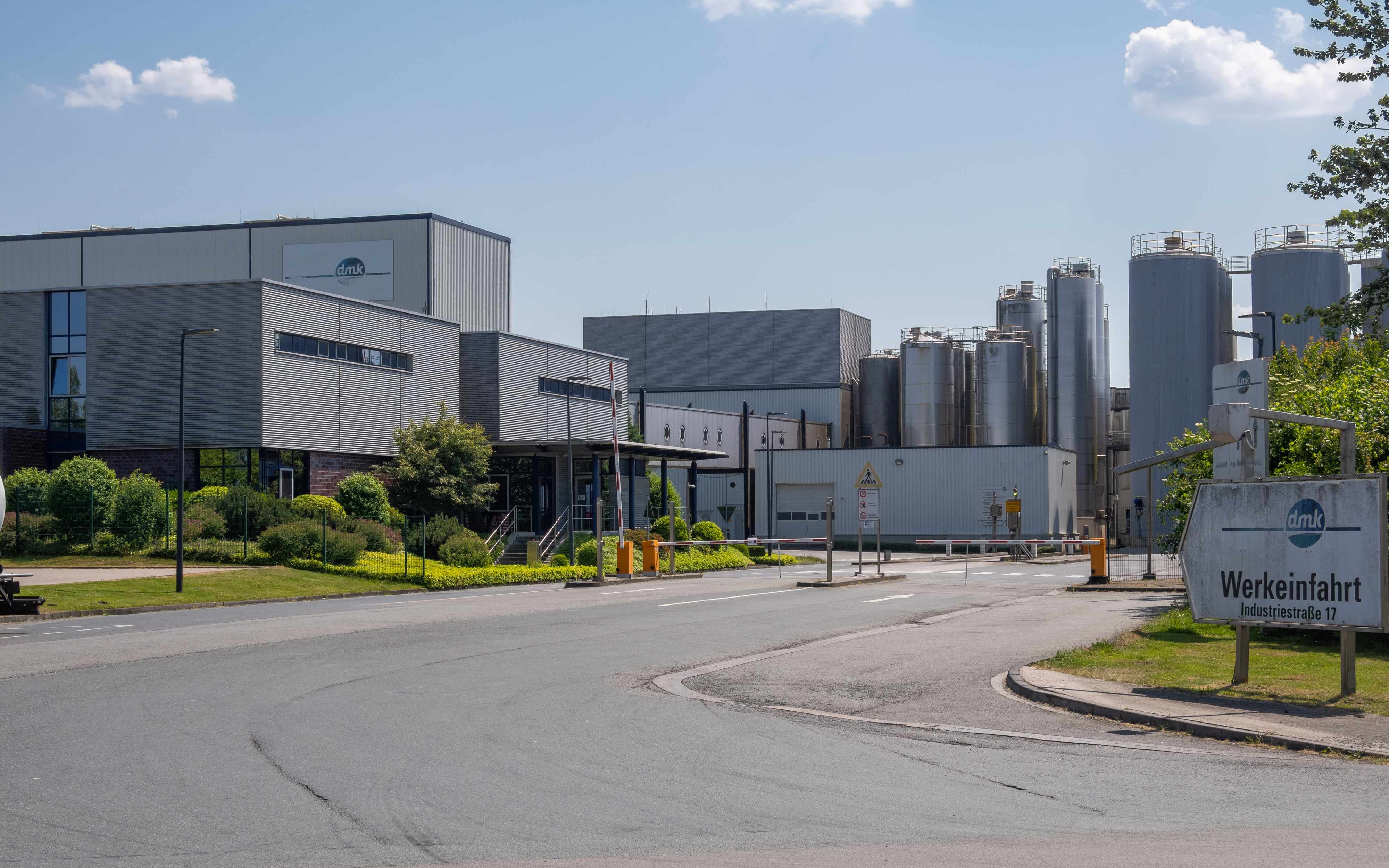
Standort Edewecht

Die DMK Deutsches Milchkontor GmbH (kurz: DMK) ist eines der größten deutschen Molkereiunternehmen. Sie entstand durch Fusion der beiden genossenschaftlich organisierten norddeutschen Unternehmen Humana Milchunion und Nordmilch, die bereits zuvor die größten deutschen Milchverarbeiter waren.

## Geschichte
Am 3. Februar 2011 stimmten die landwirtschaftlichen Vertreter der Nordmilch eG mit 98,5 % der Fusion der Nordmilch AG und der Humana Milchindustrie GmbH zur DMK Deutsches Milchkontor GmbH zu. Bereits zuvor hatten die Genossen der Humana eG und die Erzeugergenossenschaft Bad Bibra als Miteigentümer der Humana Milchindustrie GmbH der Verschmelzung ihrer betrieblichen Tochtergesellschaft zum größten deutschen Milchverarbeiter zugestimmt. Der Zusammenschluss erfolgte rechtlich rückwirkend zum 1. Juli 2010. Der gemeinsame Geschäftsbetrieb wurde zum 1. Mai 2011 aufgenommen. Nach Presseangaben wurden zum Zeitpunkt der Fusion in den unter DMK vereinten Betrieben rund 6,7 Mrd. kg Milch, erzeugt von über 11.000 Bauern, verarbeitet. Bereits im Jahre 2004 hatten die beiden Unternehmen eine Fusion geplant, die jedoch gescheitert war. Dennoch arbeitete man eng zusammen, unter anderem durch Bündelung des Vertriebs in der Nordkontor-Milch GmbH im Jahre 2009.
Am 10. März 2012 wurde bekannt, dass auch die genossenschaftlichen Gesellschafter mit ihren rund 11.000 Mitgliedern verschmolzen werden sollten. Am 20. Juni 2012 stimmten die Vertreter der Nordmilch eG und Humana Milchunion eG mit 100 bzw. 98,2 % für die Fusion. Im Mai 2012 hatten sich bereits die Vertreter der Molkereigenossenschaft Bad Bibra eG mit rund 92 Prozent für ein Verschmelzen ausgesprochen.
Im November 2012 erwarb das Unternehmen eine Mehrheitsbeteiligung am nordrhein-westfälischen Unternehmen Rosen Eiskrem, die mittelfristig mit der DMK Eis GmbH verschmolzen werden soll. DMK stieg damit zum größten Eisproduzenten Deutschlands auf. Das Bundeskartellamt stimmte der Übernahme der Rosen Eiskrem GmbH in Waldfeucht und der Rosen Eiskrem Süd GmbH mit Sitz in Nürnberg am 27. März 2013 zu.
2013 wurde das Unternehmen auf der Internationalen Grünen Woche Berlin von der DLG mit dem „European Dairy Award 2013“ für unternehmerische Leistung geehrt.
Im März 2016 erteilte die Europäische Kommission ohne Auflagen die Freigabe zur Übernahme des zweitgrößten niederländischen Käseerzeugers DOC Kaas im Wege einer Fusion. DOC Kaas wird ein vollständiges Tochterunternehmen, operiert aber eigenständig und behält seine genossenschaftliche Struktur.
Als Reaktion auf verringerte Milchmengen teilt die DMK Group im Juni 2017 mit, dass die Werke in Rimbeck und Bad Bibra nicht mehr weitergeführt werden sollen. Auch soll am Standort Nordhackstedt in Schleswig-Holstein die Konfektionierung von Käseaufschnitt eingestellt werden. Als Grund werden Kündigungen von Milcherzeugern bis zu 1,7 Milliarden Kilogramm Milch in den kommenden beiden Jahren genannt.
Das Deutsche Milchkontor hat den Anteil an gentechnikfreier Milch erheblich ausgeweitet. Bei der gentechnikfreien Milch wird ausgeschlossen, dass die Milch von Kühen stammt, die derartige Futtermittel bekommen.
Am 28. Februar 2020 gab das Deutsche Milchkontor die Rückkehr der Marke Bremerland bekannt.
Im April 2025 veröffentlichten die dänisch-schwedische Molkereigenossenschaft Arla Foods und DMK ihre Absicht, zu fusionieren und damit die mit einem Umsatz von zusammen rund 19 Mrd. Euro größte Molkereigenossenschaft Europas zu bilden. DMK wäre dabei der Juniorpartner, das Gesamtunternehmen soll Arla heißen und seinen Hauptsitz am Sitz von Arla Foods in Dänemark haben. Am 18. Juni 2025 stimmten die Vertreterversammlungen beider Genossenschaften dem geplanten Zusammenschluss zu. In getrennten Abstimmungen erklärten 99,9 % der Arla- und 90 % der DMK-Vertreter sowie 97 % der DOC-Kaas-Mitglieder ihre Zustimmung. Die Fusion bedarf der Zustimmung der EU-Kartellbehörden, deren Prüfung voraussichtlich bis Anfang 2026 dauern wird. Der Bundesverband Deutscher Milchviehhalter (BDM) kritisiert das Vorhaben als eine Machtkonzentration zu Ungunsten der Milchbauern und des Wettbewerbs.

## Eigentümer
Inhaber der DMK Deutsches Milchkontor GmbH sind:
- Deutsches Milchkontor eG (92,22 %)
- Milchwerke Thüringen GmbH (7,78 %)

## Tochtergesellschaften

### DMK Deutsches Milchkontor GmbH, Zeven (100%)
- DMK Versicherungskontor GmbH, Bremen (100 %)
- DMK Baby GmbH, Bremen (100 %)
- Milchhof Magdeburg GmbH (100 %)
- DP Supply GmbH (100 %)
- wheyco GmbH (100 %)
- Humana GmbH, Bremen (100 %)
- sanotact GmbH (100 %)
- sunval Nahrungsmittel GmbH (100 %)
- Euro Cheese Vertriebs-GmbH

Die Beteiligung an der Fude + Serrahn Milchprodukte GmbH & Co. KG wurde Ende 2021 von 51 % auf 10 % reduziert.

### DMK Eis GmbH, Everswinkel (100%)
- Rosen Eiskrem GmbH (100 %)
- Rosen Eiskrem Süd GmbH (100 %)

## Geschäftsfelder
Das DMK ist u. a. auf nachfolgenden Geschäftsfeldern aktiv:
- Käse
- Molkereiprodukte
- Ingredients
- Babynahrung und Diätetik
- Speiseeis
- Contract Manufacturing
- Gesundheitsprodukte
- Spezialfuttermittel

## Standorte
Die Deutsches Milchkontor GmbH verfügt über 20 Standorte in Deutschland, 2 in den Niederlanden und 1 im Oblast Woronesch (Russland).
Bei Produktionsstandorten steht hinter dem Standortnamen das Genusstauglichkeitskennzeichen.
- Bremen mit dem neuen (2024) Zentralgebäude der Verwaltung in der Neustadt im Airportquartier nach Plänen von Hilmes und Lamprecht
  - DMK Baby GmbH, Bremen
- Niedersachsen
  - Edewecht DE-NI 086 EG
  - Georgsmarienhütte DE-NI 059 EG
  - Holdorf DE-NI 016 EG
  - Neubörger DE-NI 109 EG
  - Strückhausen DE-NI 014 EG
  - Stuhr-Seckenhausen (Zentrale IT)
  - Zeven (Hauptsitz) DE-NI 010 EG
- Nordrhein-Westfalen
  - Everswinkel
  - Münster
- Schleswig-Holstein
  - Hohenwestedt DE-SH 027 EG
  - Nordhackstedt DE-SH 050 EG
- Mecklenburg-Vorpommern
  - Altentreptow DE-MV 027 EG
  - Waren (Müritz) DE-MV 024 EG
- Thüringen
  - Erfurt DE-TH 601 EG
- Baden-Württemberg
  - Waghäusel
- Niederlande
  - Hoogeveen ZPH NL-Z0059D
- Russland
  - Oblast Woronesch
    - Bobrow

Ehemalige Standorte
- Brandenburg
  - Prenzlau (geschlossen im August 2023)[21]
- Mecklenburg-Vorpommern
  - Dargun DE-MV 029 EG (geschlossen im Januar 2025)[22]
- Nordrhein-Westfalen
  - Coesfeld DE-NW 85511 EG (verkauft an Fude + Serrahn im September 2016)[23]
  - Waldfeucht-Haaren (verkauft an Schwarz Produktion im Jahr 2020)[24]

## Marken
Dem DMK gehören u. a. nachfolgende Marken:
- Bremerland
- Milram (Hauptmarke)
- Milram Food Service
- Osterland
- Oldenburger
- Oldenburger Professional
- Uniekaas
- Humana
- Alete
- intact
- sanotact

## Kritik
Milcherzeuger kritisieren, dass durch die neue Marktmacht des Unternehmens für sie kaum noch Vermarktungsalternativen bestehen.
2017 veröffentlichte die Tierschutzorganisation Peta Bilder von verwahrlosten Kühen auf einem Hof eines Zulieferers von DMK. Nach Veröffentlichung der Bilder stellte DMK die Zusammenarbeit mit dem Landwirt ein.
2020 rief die Tierschutzorganisation Deutsches Tierschutzbüro zum Boykott der Marken des Unternehmens DMK auf, da DMK die Zusammenarbeit mit einem Betrieb, in dem ein Mitarbeiter beim Treten der Kühe gefilmt wurde, nicht einstellte. DMK antwortete in einer Stellungnahme, eigene Qualitätskontrollen hätten keine Mängel ergeben. Über den Fall wurde auch in der Sendung Panorama 3 des NDR berichtet. Dieser entschuldigte sich aber später für die einseitige Berichterstattung in dieser Sendung, da nur ein kleiner Ausschnitt des Betriebs zu sehen gewesen sei. Bei tierärztlichen Kontrollen seien keine tierschutzrelevanten Verletzungen aufgefallen.